# Aeropuerto Nacional de Santorini (Thira)
El Aeropuerto Nacional de Santorini (Thira) es el aeropuerto de Santorini/Thira, Grecia (IATA: JTR, ICAO: LGSR), localizado al norte del pueblo de Kamari. El aeropuerto sirve como aeropuerto civil y militar. Posee una zona de estacionamiento de aeronaves relativamente pequeña ya que el aeropuerto es capaz de alojar solamente a 6 aviones civiles al mismo tiempo. La torre (frecuencia 118,05) también sirve de aproximación / despegue, hasta FL170.
Santorini es una de las pocas Islas Cícladas con un aeropuerto importante. Se encuentra aproximadamente a 6 km al sureste del centro de Thira. La pista de aterrizaje principal (16L/34R) está asfaltada y tiene 2125 m de longitud. La calle de rodaje paralela fue construida a semejanza de la pista (16R/34L). Puede ser usada por aviones Boeing 757, Boeing 737, Airbus A320, Avro RJ, Fokker 70, y ATR 72. Las aerolíneas que operan regularmente son Olympic Airlines y Aegean Airlines mientras que otras aerolíneas operan numerosos vuelos de temporada o chárter durante el verano. El transporte desde y hacia la terminal se realiza mediante autobuses, taxis, coches de hotel y coches de alquiler. En 2014 el aeropuerto transportó 1 179 653 pasajeros, lo que supuso un aumento del 31,3 % respecto al tráfico del año anterior.

## Historia

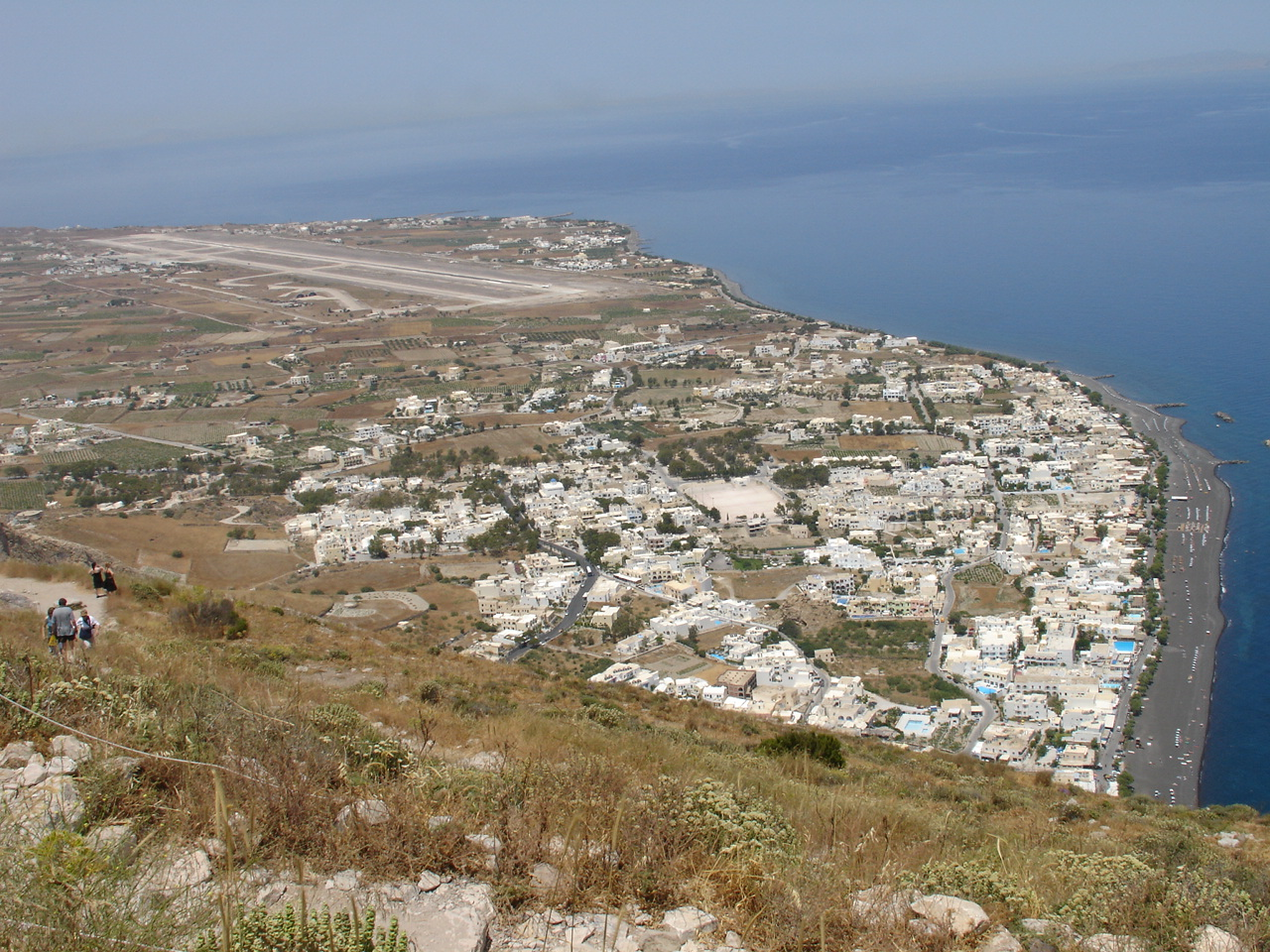
La ciudad de Kamari y el Aeropuerto Nacional de Santorini.

El aeropuerto empezó a operar en 1972.
En diciembre de 2015 se llevó a cabo la privatización del Aeropuerto Nacional de Santorini (Thira) y otros 13 aeropuertos regionales griegos mediante el acuerdo entre la joint venture Fraport AG/Copelouzos Group y el fondo de privatización estatal. Según el acuerdo, esta empresa operará los 14 aeropuertos (incluyendo el de Santorini) durante 40 años desde otoño de 2016.

## Aerolíneas y destinos

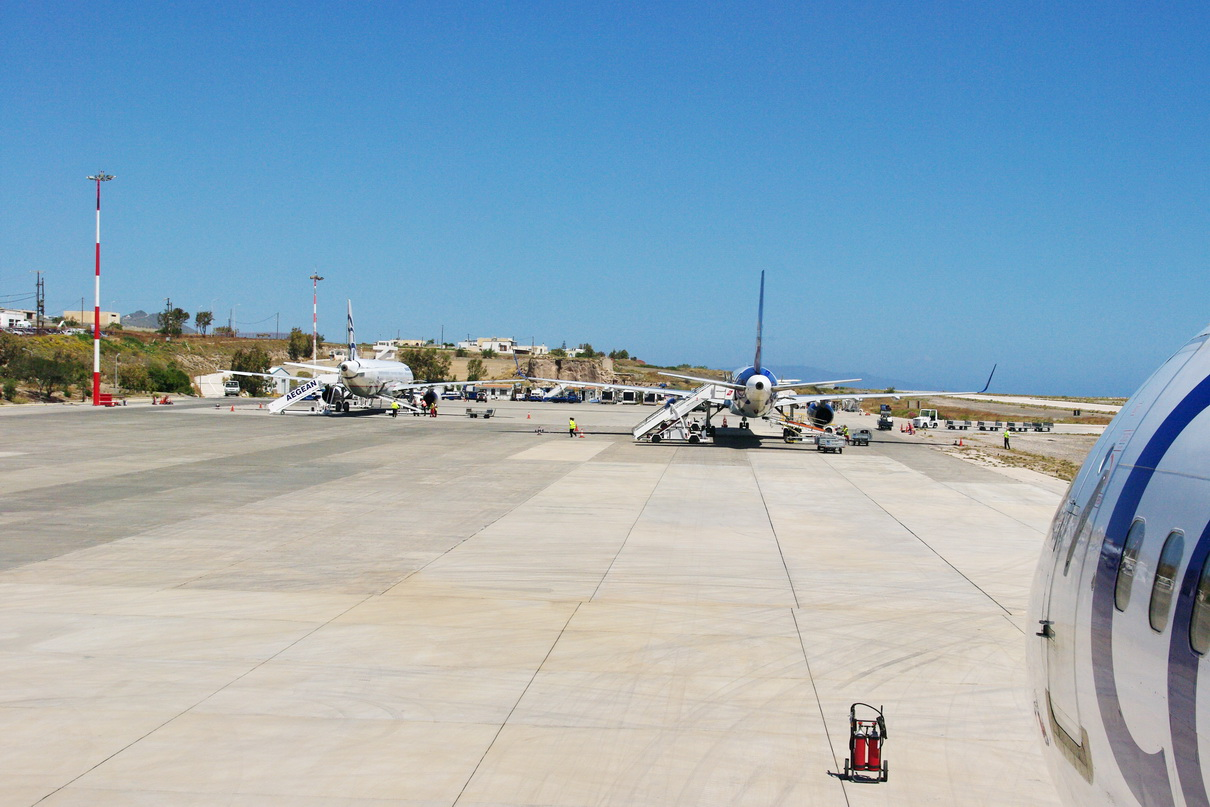
Varios aviones estacionados en el aeropuerto.

| Aerolíneas                               | Destinos                                                                              |
| ---------------------------------------- | ------------------------------------------------------------------------------------- |
| Aegean Airlines                          | Atenas Estacional: Lárnaca Chárter estacional: Bucarest, Tel Aviv-Ben Gurión          |
| Aviolet operado por Air Serbia           | Chárter estacional: Belgrado                                                          |
| Alitalia                                 | Estacional: Milán-Linate, Roma-Fiumicino                                              |
| Austrian Airlines                        | Estacional: Graz, Linz, Viena                                                         |
| British Airways                          | Estacional: Londres-Heathrow                                                          |
| British Airways operado por BA CityFlyer | Estacional: Londres-City                                                              |
| Condor                                   | Estacional: Düsseldorf, Frankfurt, Munich, Stuttgart                                  |
| easyJet                                  | Estacional: Edimburgo Londres-Gatwick, Mánchester                                     |
| easyJet Europe                           | Estacional: Milán-Malpensa                                                            |
| easyJet Switzerland                      | Estacional: Ginebra                                                                   |
| Edelweiss Air                            | Estacional: Zúrich                                                                    |
| Finnair                                  | Estacional: Helsinki                                                                  |
| Iberia Express                           | Estacional: Madrid                                                                    |
| Lufthansa                                | Estacional: Munich                                                                    |
| Norwegian Air Shuttle                    | Estacional: Copenhague, Estocolmo-Arlanda, Helsinki, Londres-Gatwick, Oslo-Gardermoen |
| Olympic Air operado por Aegean Airlines  | Estacional: Thessaloniki                                                              |
| Ryanair                                  | Atenas                                                                                |
| Scandinavian Airlines                    | Chárter estacional: Bergen, Oslo-Gardermoen, Stavanger, Trondheim                     |
| TAROM                                    | Chárter estacional: Bucarest                                                          |
| Transavia                                | Estacional: Ámsterdam                                                                 |
| Transavia France                         | Estacional: París-Orly                                                                |
| TUI Airways                              | Estacional: Birmingham, Bristol, Londres-Gatwick, Mánchester                          |
| TUI fly Belgium                          | Estacional: Bruselas                                                                  |
| Volotea                                  | Estacional: Atenas, Bari, Nápoles, Palermo, Venecia, Verona                           |
| Vueling                                  | Estacional: Barcelona, Bilbao, Florencia, Roma-Fiumicino                              |

## Estadísticas
Ver fuente y consulta Wikidata.